# میخیل باتیاشویلی
میخیل باتیاشویلی(به گرجی: მიხეილ ბატიაშვილი) (زاده ۲۱ نوامبر ۱۹۷۱ ، جمهوری شوروی سوسیالیستی گرجستان ، شوروی) یک سیاستمدار ، روانشناس و معلم گرجی است که از ژوئیه ۲۰۱۸ تا نوامبر ۲۰۱۹ وزیر آموزش و علوم گرجستان بود.